# Abigail Johnston
Abigail "Abby" Louise Johnston (16 de noviembre de 1989 en Upper Arlington, Ohio) es una buceadora estadounidense. En los Juegos Olímpicos de 2012, ganó una medalla de plata en el sincronizado en trampolín de 3 metros femenino con su compañera Kelci Bryant.

## Vida personal
Johnston es la hija de David y Elaine Johnston. Ella tiene dos hermanas, Adrienne y Leah. Es una estudiante de pre-medicina en la Universidad de Duke.